# Falls Creek
Falls Creek – miasto w Australii, w stanie Nowa Południowa Walia.